# Oravisaari (ö i Södra Karelen)
Oravisaari är en ö i Finland. Den ligger i sjön Saimen och i kommunen Savitaipale i den ekonomiska regionen  Villmanstrands ekonomiska region  och landskapet Södra Karelen, i den södra delen av landet, 200 km nordost om huvudstaden Helsingfors. Öns area är 3,8 hektar och dess största längd är 350 meter i nord-sydlig riktning.